# Direct Connect
Direct Connect je protokol pro peer-to-peer sdílení souborů. Nejpopulárnější klient pro Windows je DC++.

## Architektura
Direct connect má střední míru decentralizace. Peer klienti nekomunikují přímo, ale připojují se na jednotlivé huby. Hub je server poskytující klientům služby, informace o klientech, vyhledávání a chat. Neexistuje však centrální databáze hubů, nicméně existuje oficiální seznam některých hubů. Škálovatelnost hubů je problematická vzhledem k závislosti protokolu na broadcastech.

## Historie
Společnost NeoModus vymyslela v roce 2001 protokol Direct Connect, který měl sloužit ke zjednodušení výměny souborů mezi zaměstnanci a klienty různých firem. Tento protokol se začal využívat nejen pro výměnu souborů mezi zaměstnanci, ale i pro komerční výměnu souborů. Originální klient zobrazoval reklamu a hlavně obsahoval značné množství chyb. Proto byl vytvořen vylepšený klient verze DC, který pracuje na stejném principu. Direct Connect ++ (DC++), jak se nový klient nazývá, je neustále vylepšován a zdokonalován, proto se řadí k jednomu z nejužívanějších klientů pro výměnu souborů.

## Princip
DirectConnect se výrazně liší od všech programů pro výměnu souborů. Je totiž částečně centralizovaný. Klienti se připojují k centrálním serverům, které se nazývají hub. Díky existenci stovek, možná tisíců hubu je síť částečně decentralizovaná. Pád či zavření jednoho hubu neovlivní provoz ostatních. Na hubech běží speciální aplikace takzvaný hubsoft (např. Verlihub nebo PtokaX), přes který se provádí celá správa hubu. Jeho hlavním úkolem je udržovat aktuální seznam uživatelů a vyhledávat požadovaná data. Vyhledávání probíhá u všech připojených uživatelů. Existují jak malé (pár desítek či stovek) huby spíše komunitního rázu, tak relativně velké huby masovější huby s až 20 tisíci uživateli.

Menší huby jsou většinou specializované na nějaký druh dat. Tato specializace je buď určena administrátorem, nebo často vyplyne sama podle typu uživatelů. 
Každý hub má svého administrátora nebo skupinu administrátorů, kteří dohlížejí na dodržovaní pravidel hubu. Starají se o to, aby byl sdílen minimální počet dat, dále o minimální konektivitu, aby se nemazaly soubory stáhnuté během jednoho dne, zabraňují spamování v diskuzi hubu atd. Na některé akce mají předem připravené skripty – robotky, které klienta, který nesplňuje zadané požadavky, vyloučí až do okamžiku splnění požadavků. Poté se tento uživatel může znovu připojit – dostane tzv. kick nebo ban – zakázaný přístup na určitou dobu nebo vyloučení z hubu na trvalo. Pokud není hub privátní, většinou není problém se k němu připojit. Každý klient musí něco nabídnout - sdílený adresář obsahuje minimální množství dat. V České republice je Direct Connect velice rozšířen, a to zejména díky tomu, že sdružuje malý počet uživatelů. Nachází se zde obsah zejména lokálního charakteru (filmy a seriály v češtině). Vznikají i huby tvořené pouze českými uživateli. Existuje několik verzí klienta služby Direct Connect. Velice oblíbené jsou v České republice například rozšířený CzDC nebo StrongDC++. Tito klienti nabízejí vylepšené funkce a vlastnosti, které DC++ nemá. Jedná se hlavně o filtrování ve vyhledání. U DC++ se stává, že si vyhledáte požadovaný soubor, ale uživatel, od kterého chcete stahovat, nemá volný slot nebo má pomalejší připojení než jiný uživatel, který má stejný soubor a mnohem rychlejší připojení. Filtrované vyhledávání ocení zejména uživatelé rozsáhlejších sítí, protože požadovaný soubor si mohou vyhledat v nejlepší kvalitě. Další funkci, kterou novější klienti poskytují, je možnost odesílat část již stažených souborů – tzv. segmentové stahování.